# Эффективная площадь антенны
Эффективная площадь антенны  —  площадь эквивалентной плоской антенны с равномерным амплитудно-фазовым распределением, обладающей тем же максимальным значением коэффициента направленного действия, что и данная антенна.
Для антенны в режиме приема эффективная площадь антенны (используется также термин эффективная поверхность антенны) характеризует способность антенны собирать (перехватывать) падающий на неё поток мощности электромагнитного излучения и преобразовывать этот поток мощности в мощность на нагрузке (с точностью до КПД антенны и качества согласования антенны с нагрузкой).
Эффективная площадь антенны
{\displaystyle A_{eff}={\frac {P}{\Pi }}}, где
{\displaystyle P}, Вт — максимально возможная мощность, выделяемая в нагрузке данной антенны; {\displaystyle \Pi }, Вт/м2 — плотность потока мощности плоской волны в месте расположения антенны. Эффективная площадь антенны как коэффициент пропорциональности между P и П аналогична действующей высоте антенны как коэффициенту пропорциональности между амплитудой напряженности электрического поля [В/м] падающей на антенну плоской волны и амплитудой ЭДС [В] на клеммах антенны.
Из-за неравномерного амплитудно-фазового распределения и дифракции радиоволн на антенне эффективная площадь антенны всегда меньше её геометрической площади (площади апертуры антенны). Электромагнитные волны со слишком большой (по сравнению с размерами антенны) длиной волны огибают антенну, при слишком короткой длине волны сказываются погрешности изготовления антенны. Поэтому считается, что рабочий диапазон длин волн λ антенны {\displaystyle 20\sigma <\lambda <{\frac {1}{20}}D}, где {\displaystyle \sigma } — погрешность выполнения поверхностей антенны,  {\displaystyle D} — диаметр апертуры. За границами этого диапазона длин волн эффективная площадь антенны резко падает.
Отношение эффективной площади антенны к геометрической площади антенны называется коэффициентом использования поверхности (КИП) антенны. То есть эффективная площадь антенны пропорциональна площади апертуры антенны и КИП. Для максимизации энергетических характеристик (КНД) антенна проектируется таким образом, чтобы её эффективная площадь была максимальной, что при ограничении на площадь апертуры антенны (при ограничении на габаритные размеры антенны) достигается максимизацией КИП. Для этого стремятся обеспечить равномерное амплитудно-фазовое распределение.
Эффективная площадь связана с диаграммой направленности (ДН) антенны и её КНД:
{\displaystyle A_{eff}={\frac {\lambda ^{2}}{\Omega _{a}}}=D_{0}{\frac {\lambda ^{2}}{4\pi }}}, где
{\displaystyle \Omega _{a}=\int \limits _{4\pi }A(\theta ,\varphi )d\Omega }
— эффективный телесный угол; {\displaystyle A(\theta ,\varphi )} — нормированная к своему максимуму ДН антенны;{\displaystyle D_{0}} — максимальное значение КНД антенны.

## Коэффициент использования апертуры
Коэффициентом использования апертуры называется безразмерная величина, равная отношению эффективной площади антенны к её геометрической площади:
{\displaystyle \varepsilon ={\frac {A_{eff}}{A_{geom}}}}
Так как эффективная площадь антенны всегда меньше геометрической, коэффициент использования апертуры лежит в диапазоне от 0 до 1.